# دانگشینگ سکوریتیز
دانگشینگ سکوریتیز (انگلیسی: Dongxing Securities) شرکت خدمات مالی و مدیریت دارایی چینی است، که در سال ۲۰۰۸ تأسیس شد.